# Kevin Buzzard
Kevin Mark Buzzard (21 de setembro de 1968) é um matemático britânico, atualmente professor de matemática pura no Imperial College London. É especialista em teoria algébrica dos números.

## Formação e carreira
Enquanto frequentava a Royal Grammar School, High Wycombe, competiu na Olimpíada Internacional de Matemática, onde ganhou uma medalha de bronze em 1986 e uma medalha de ouro com uma pontuação perfeita em 1987.
Obteve um grau de B.A. em matemática no Trinity College (Cambridge), onde foi Senior Wrangler (alcançado com a nota mais alta), e completou a Parte III do Mathematical Tripos. Obteve um doutorado com a tese The levels of modular representations, orientado por Richard Taylor.
Lecionou no Imperial College London em 1998, sendo reader em 2002, e foi nomeado professor em 2004. De outubro a dezembro de 2002 foi professor visitante na Universidade Harvard, tendo anteriormente trabalhado no Instituto de Estudos Avançados de Princeton (1995), na Universidade da Califórnia em Berkeley (1996-1997) e no Institut Henri Poincaré em Paris (2000).
Recebeu o Prêmio Whitehead da London Mathematical Society em 2002 por "seu trabalho distinto em teoria dos números" e o Prêmio Berwick Sênior de 2008.
Em 2017 lançou um projeto de "aluno virtual" que promoveu o uso de sistemas de verificação de provas por computador em futuras pesquisas de matemática pura.
Para o Congresso Internacional de Matemáticos de 2022 em São Petersburgo está listado como palestrante plenário.